# Alzano Scrivia
Alzano Scrivia és un municipi situat al territori de la província d'Alessandria, a la regió del Piemont, (Itàlia).
Alzano Scrivia limita amb els municipis de Castelnuovo Scrivia, Guazzora, Isola Sant'Antonio i Molino dei Torti.

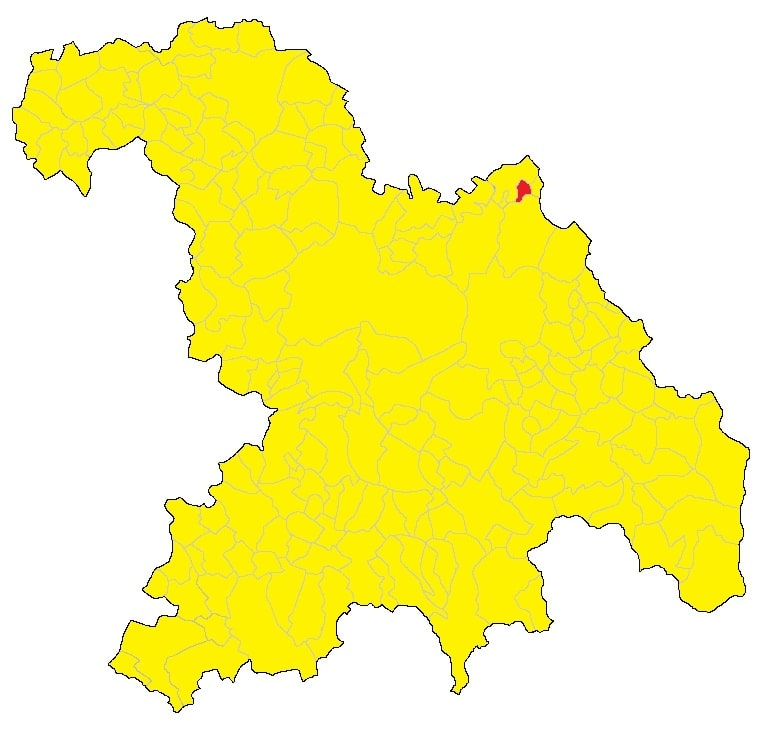
Localització del municipi d'Alzano Scrivia a la prov. d'Alessandria (Piemont)